# 애호가에게 보내는 공개 서한
애호가에게 보내는 공개 서한(An Open Letter to Hobbyists)은 1976년 마이크로소프트의 공동 창업자인 빌 게이츠가 초기 개인용 컴퓨터 애호가들에게 쓴 공개 서한으로, 게이츠는 취미 커뮤니티에서 특히 그의 회사 소프트웨어에 만연한 소프트웨어 불법 복제에 대해 경악을 표했다.
편지에서 게이츠는 자신의 회사의 알테어 베이직 소프트웨어를 비용을 지불하지 않고 사용하는 대부분의 컴퓨터 애호가들에 대해 불만을 표시했다. 그는 이렇게 널리 퍼진 무단 복제로 인해 개발자가 고품질 소프트웨어를 만드는 데 시간과 돈을 투자하지 못하게 되었다고 주장했다. 그는 회사의 주력 제품에 대한 기계어 코드 게시를 거부하여 돈을 빌릴 수 있는 저소득층 취미 생활자에게 사용할 수 있도록 하는 근거로 소프트웨어 작성자의 시간, 노력 및 자본의 이점을 지불하지 않고 얻는 불공평함을 언급했다. 지역 도서관에서 그러한 프로그램 목록을 수집하고 데이터 입력을 통해 취미용 컴퓨터에 프로그램을 입력했다.

## 같이 보기
- 그 플로피를 복사하지 마세요